# Eigen rechter (boek)
Eigen rechter is een jeugdboek geschreven door Jan Terlouw, dat uitkwam uit in 1998. Het boek vertelt over een jaar uit het leven van Justus Verdaasdonk, waarin hij zestien en zeventien jaar oud is. In het verhaal leert Justus de wet beter begrijpen en accepteren.
Het boek werd getipt door de Jonge Jury in 2000.

## Verhaal
Justus is een normale jongen die het vierde jaar van de havo heeft afgerond en na de zomervakantie begint met het vijfde. Hij woont thuis met zijn moeder, zijn vader (Henk), en zijn zus Yvonne, die rechten studeert en later advocaat wil worden. Zijn vader heeft echter een probleem, hij is aangeklaagd wegens handelen met voorkennis. Hij heeft namelijk een stuk grond gekocht waarvan hij wist dat de grond bedoeld was voor het bouwen van huizen. Een collega van Henk, meneer Slijkhuis, heeft hem deze tip gegeven, waarna hij van Henk goedkoop een auto heeft overgenomen. De vader van Justus wordt vrijgesproken, in verband met een vormfout. Men had een inval gedaan in zijn huis zonder de nodige papieren, waardoor de verkregen informatie niet gebruikt had mogen worden bij het onderzoek.
Justus zit dat niet lekker, hij vindt het niet leuk dat zijn vader iets gedaan heeft wat tegen de wet is, of hij nou vrijgesproken is door de rechter of niet. Hierin verschillen Justus en zijn vader sterk van elkaar, Justus' vader houdt ervan te spelen met de rafelige kantlijnen van de wet, terwijl Justus veel rechtlijniger en eerlijker is. 
Justus is een weekje alleen thuis, nadat zijn ouders op vakantie zijn gegaan. Tijdens de eerste nacht komt er echter een inbreker in het huis. Justus valt hem aan met een honkbalknuppel en slaat zijn knie kapot. De man blijkt meneer Slijkhuis te zijn. Omdat de politie hem vermanend toespreekt, krijgt Justus het gevoel alsof hij de schuldige is en niet de inbreker. Hij wordt echter niet vervolgd. Justus vraagt zich af wat meneer Slijkhuis in hun huis deed en gaat op ziekenbezoek in het ziekenhuis. Hier hoort hij dat meneer Slijkhuis op zoek was naar een brief, die de Justus' vader in bezit heeft. In die brief staat in bedekte termen vermeld welke grond voor huizen geschikt zal worden. Justus' vader heeft meneer Slijkhuis echter niet in de rechtszaal genoemd en Slijkhuis wil ervoor zorgen dat er geen connectie meer bestaat tussen de misdaad en hem. Hierom wil hij de brief terughebben, maar Justus' vader zegt dat hij hem kwijt is. Hierna ging Slijkhuis zelf op onderzoek uit.
Nadat Justus doorheeft dat zijn vader het werkelijk gedaan heeft krijgt hij ruzie met hem. Justus herinnert zich meer gevallen uit het verleden, waarin zijn vader ook speelde met de rafelige kantlijnen van de wet en Justus vraagt zich af of hij nog wel mag leven van het geld dat zijn vader verdiend heeft. Zijn ouders en zus kunnen hem niet overtuigen en zelfs een brommer van zijn vader doet hij af als gekocht met verkeerd geld, er is geen land met hem te bezeilen. Hij besluit met zijn vriend Stijn op vakantie te gaan. Hier komt Justus tot het besluit te stoppen met school en op zichzelf te gaan wonen en zijn eigen geld te gaan verdienen.
Het gaat Justus niet makkelijk af met het vinden van een baan, omdat hij nog erg jong is en geen diploma's heeft. Hij vindt uiteindelijk zwartwerk bij een autosloperij. Hij werkt samen met een asielzoeker, Bashir, die geen verblijfsvergunning heeft en binnenkort het land zal worden uitgezet. Bashir kan beelden maken met een lasapparaat. Dit brengt Justus op het idee om Bashir voor te dragen als iemand die van bijzondere waarde is voor Nederland, waardoor hij in aanmerking zou komen voor een verblijfvergunning. Dit idee heeft Justus bedacht met zijn zus Yvonne. Ze sturen de aanvraag in, maar de procedure om Bashir het land uit te krijgen loopt al. Bashir wordt op een dag opgepakt op zijn werk, waarbij de baas van Bashir en Justus een flinke boete krijgt. Justus wordt ook ontslagen, omdat hij zwartwerkt. Uiteindelijk wordt de aanvraag voor Bashir geaccepteerd en krijgt hij een verblijfsvergunning.
Justus zit eerst zonder werk, maar vindt een baantje na een tip van Joke, de vriendin van Stijn. Omdat de normale bezorger een ongeluk heeft gehad, kan hij per brommer medicijnen rondbrengen voor de apotheek van haar vader. Hier ontmoet Justus Annette, met wie hij een goede band krijgt. Van haar krijgt hij soms de opdracht pakketjes te bezorgen bij meneer Vreugdenhill, een oude, erg zieke man. Nadat Annette een auto-ongeluk krijgt en in het ziekenhuis komt, blijkt dat de pakketjes voor meneer Vreugdenhill eigenlijk illegale pakketjes met morfine waren. Vreugdenhill heeft door middel van het medicijn zelfmoord gepleegd. Hierdoor wordt Annette ontslagen en moet zij voor de rechter verschijnen. De rechter besluit haar een symbolische straf te geven van één gulden, maar hierdoor krijgt ze wel een strafblad. Annette accepteert dit. Nadat de jongen voor wie Justus inviel weer terugkomt, moet Justus weer op zoek naar een andere baan.
Hij wil weer wat meer aan zijn opleiding doen en besluit de avondschool te gaan volgen. 's Ochtends wil hij werken en hij vindt via een uitzendbureau een baan bij een organisatie die kleding inzamelt voor mensen uit rampgebieden. Het werk is vrij saai, want er komt vrijwel nooit iemand. Hij werkt voor meneer Kozijnse. Wanneer meneer Kozijnse op een dag nog even de stad in gaat en de auto voor de zaak laat staan, ziet Justus dat een meisje een kras op zijn auto maakt. Hij wil graag weten wie zij is en na wat gedoe ontmoet hij haar en komt erachter dat ze Noortje heet. Hij hoort ook waarom ze een kras op de auto maakte. Noortjes vader had een winkel voor tuinmeubelen, die niet erg goed liep, maar hij kon het hoofd boven water houden. Kozijnse was zijn buurman, hij handelde in tassen. Kozijnse en zijn buurman leken het wel redelijk goed te kunnen vinden, maar Kozijnse wilde zijn buurman eigenlijk weg hebben. Kozijnse gaf hem de tip dat hij bij een groothandel goedkoop tuinmeubelen kon krijgen. Hij kocht veel in voor een lage prijs maar het bleek om plastieken tuinmeubelen te gaan, die geheel uit de mode waren. Toen hij de tuinmeubelen niet kwijtraakte, ging hij bijna failliet. Toen Noortjes vader erachter kwam dat Kozijnse hem opgelicht had, werd hij woest. Om zijn winkel te gaan redden, zette hij zijn woonhuis te koop en ging boven de winkel wonen, zodat Kozijnses plannetje mislukte. Kozijnse kocht het woonhuis en vestigde hier de stichting waarbij Justus werkte.
Justus was nadat hij dat hoorde woest en verzon een plan om Kozijnse terug te pakken: op de zolder van het woonhuis verstopte hij een viool. Hij zorgde ervoor dat Kozijnse hem vond en dacht dat deze van de vader van Noortje was. Justus maakte Kozijnse wijs dat de viool veel waard was. Kozijnse kocht de viool van Noortjes vader voor een, naar hij dacht, lagere prijs dan de werkelijke waarde van de viool, zodat hij dikke winst dacht te behalen. Aangezien de viool vrijwel niets waard was, verdiende de vader van Noortje veel geld. Dit was niet in strijd met de wet, conform het principe 'wat de gek er voor geeft'. Dankzij dit geslaagde plan van Justus krijgen Noortje en haar familie hun oude woonhuis weer terug en is de zaak gewroken.
Aan het eind van het boek gaat Justus weer bij zijn ouders wonen.

## Trivia
- De hoofdpersoon heet Justus, waarschijnlijk afgeleid van het Latijnse justus, wat "gerechtigheid" betekent. Het gehele boek gaat over gerechtigheid.